# Nati nel 1185
| Questa pagina contiene informazioni ricavate automaticamente dalle voci biografiche con l'ausilio del template Bio e di un bot. L'aggiornamento è periodico e automatico e ricostruisce completamente la pagina. Se manca una persona in questa lista, sei pregato di non aggiungerla, ma accertati piuttosto che la sua voce biografica contenga il template Bio e che i dati anagrafici siano correttamente compilati. Se il template Bio manca, inseriscilo tu stesso o, in alternativa, metti l'avviso {{tmp\|Bio}} che ne segnala la mancanza. Se i dati riportati sono sbagliati, correggi direttamente la voce biografica; le modifiche saranno visibili in questa lista entro pochi giorni. Per chiarimenti vedi il progetto biografie. La lista contiene solo le 16 persone che sono citate nell'enciclopedia e per le quali è stato implementato correttamente il template Bio. Pagina aggiornata al 10 feb 2025. |

- 2 marzo - Angelo da Gerusalemme, religioso († 1220)
- 23 aprile - Alfonso II del Portogallo, sovrano († 1223)
- Adolfo di Osnabrück, monaco cristiano, vescovo cattolico e santo tedesco († 1224)
- Gertrude di Merania, regina († 1213)
- Guglielmo II di Béarn, francese († 1229)
- Guglielmo III di Sicilia, nobile italiano
- Inge II di Norvegia, re († 1217)
- Nuño Sánchez, conte († 1242)
- Giacinto Odrovaz, religioso polacco († 1257)
- Raniero da Perugia, giurista e notaio italiano († 1255)
- Roberto III di Dreux, nobile francese († 1234)
- Shams Tabrizi, mistico, poeta e filosofo persiano († 1248)
- Tancredi da Bologna, giurista italiano († 1236)
- Tancredo Tancredi, missionario italiano († 1241)
- Raimondo Ruggero Trencavel, nobile francese († 1209)
- Gerardo III di Gheldria, conte († 1229)